# Rosemarie Heinikel
Rosemarie Heinikel (* 4. Juni 1946 in Nürnberg; † 20. August 2023) war eine deutsche Schauspielerin, Sängerin und Autorin. Als Rosy Rosy war sie eine Medienikone der Subkultur. 

## Leben
Ihren ersten Auftritt hatte sie 1966 bei den Mannheimer Filmfestspielen. 1970 war sie im Kunst-Porno-Bildband Softgirls abgebildet, einem Frühwerk des Grafikdesigners Gunter Rambow. Die zeitgenössische Presse gab ihr den Beinamen: Das Münchner Busenwunder.
Schon mit 24 Jahren beschrieb sie ihre ersten Memoiren Rosy Rosy, in denen sie unter anderem erotische Begegnungen mit Frank Zappa oder Donovan beschrieb. Sie lebte überwiegend in München-Schwabing, wobei sie sich mehr in Künstlerkreisen, kaum in den Politzirkeln aufhielt. Als Sängerin wirkte sie bei den Krautrockern Guru Guru mit. Irmin Schmidt (The Inner Space, später Can) nahm mit ihr 1968 die erste Single auf. Conny Plank in Köln produzierte 1974 ihre zweite.
Ab 1971 arbeitete sie als Schriftstellerin, führte Regie (auch für Kinderfilme) und machte Rundfunksendungen. Ihre zweite Autobiografie erschien 1979, in der sie die Mythenbildung um ihre Person in den Medien beschrieb und welch existenzbedrohende Auswirkung das in der Realwelt für davon Betroffene haben kann. Zudem veröffentlichte sie 1983 den erotischen Gedichtband Der hungrige Wolf.
Als Multimediaproduzentin veröffentlichte sie im September 2012 zwei Musikvideos bei YouTube.
Sie lebte zuletzt zurückgezogen in Oberbayern und starb am 20. August 2023 im Alter von 77 Jahren.

## Rezeption
Inspiriert vom Geist, der später unter dem Begriff 68er-Bewegung gefasst wurde – und auch die Frauenbewegung mit einschloss –, verkörperte sie die befreite, feminine Sexualität und kreative Selbstverwirklichung. Sie war neben Uschi Obermaier die bekannteste Kommunardin.

## Bücher
- Softgirls, Zero Press, Frankfurt 1970 sowie Banana Press, Frankfurt 1972 (Ein Markstein der Sexwelle).
- Rosemarie Heinikel: Rosy Rosy. März, Frankfurt am Main 1971, im Sammelband 1971 und 1975 (später einzeln auch bei rororo 5074, Reinbek bei Hamburg 1983, ISBN 3-499-15074-3 und 1972 Zweitausendeins).
- Rosy Rosy: Ulysses, box die Kerle raus! Maro, Augsburg 1979, ISBN 3-87512-046-9 (Fortsetzung von Rosy Rosy).
- Rosemarie – Rosy Rosy – Heinikel, Barbara Ellen Volkmer (Fotos): Der hungrige Wolf, eine Ballade. Rosystern's Verlag, München 1983 DNB 1011379228.

## Schallplatten
Alben
- Rosy Rosy (1981, eigene Texte und Musik, produziert von Achim Reichel)
- Bundesverwaltungsorchester (1982, Produzent Jörg Evers)
- The Inner Space – Agilok & Blubbo (2009, Original Soundtrack aus dem gleichnamigen Film)

Single/CD
- Agilok & Blubbo – Kamerasong – (1969, The Inner Space Productions, Single)
- Mr. Rosymoon/Boogie Woogie Boy (1974, Aus der Fernsehsendung Tatort – Schöne Belinda, Single)
- The Inner Space – Agilok & Blubbo (2009, Original Soundtrack aus dem gleichnamigen Film, CD)
- Rosy Rosy (2017, Neuauflage von LP 1981 inkl. Single auf CD)

## Filmografie
- 1966: Rosy Rosy (Kinder, die sich lieben)
- 1968: … und noch nicht sechzehn
- 1969: Agilok & Blubbo
- 1969: Köpfchen in das Wasser, Schwänzchen in die Höh’
- 1969: Eika Katappa
- 1970: Sex and Life 2. Teil
- 1970: Siegfried und das sagenhafte Liebesleben der Nibelungen
- 1971: Dem Täter auf der Spur: Tod am Steuer (TV)
- 1971: Das Sexte Programm (TV)
- 1971: Rosinen härter als Stahl
- 1972: Heute nacht oder nie
- 1973: Hexen – geschändet und zu Tode gequält
- 1975: Mordkommission (Fernsehreihe) – Ende einer Laufbahn
- 1975: Tatort – Schöne Belinda
- 1977: Der amerikanische Freund
- 1977: Das Schlangenei
- 1978: Auf den Hund gekommen (TV)
- 1979: Woyzeck bzw. Werner Herzogs Woyzeck
- 1980: Die Reventlow (Fernsehreihe, 3 Folge)
- 1981: Desperado City
- 1998: Die 68er-Story – Eine Generation vor der Rente (TV)

## Filme (als Regisseurin, Auszug)
- Juicy-Love (1969), Kino-Vorfilm
- Die Kartonfabrik (1973), Kindersendung: „Was sagst du dazu?“
- Rosymohn & Rosymoon (1974), Kurzfilm. Buch, Regie, Produktion, Darstellerin, Filmmusik